# Хихон
Хихон (шп. Gijón, аст. Xixón) је лучки и индустријски град у Астуријасу.

## Географија
Површина града износи 181,6 km², има 271.039 становника и густину насељености од 1.493 становника по km². Овде, у Баскијском заливу, налази се једна од најважнијих лука шпанске северне обале.

## Становништво
Према процени, у граду је 2008. живело 275.699 становника.

| 1981.   | 1989.   | 1991.   | 2002.   |
| ------- | ------- | ------- | ------- |
| 255.969 | 259.067 | 260.267 | 266.419 |

- 1857: 23.000
- 1900: 47.000
- 1930: 77.000
- 1960: 125.000
- 1970: 185.000
- 1981: 256.000
- 1991: 259.067
- 1996: 264.381
- 2001: 266.419
- 2004: 271.039

### Грађевине
Најзначајнија знаменитост града је 1590. године саграђена Паласио де лос Валдес у чијим су подрумима пронађени остаци предмета из доба Римљана.

### Привреда
Хихон је привредни центар аутономног региона Астуриас. Овај град има развијену тешку индустрију са металном индустријом, машиноградњу и бродоградњу.

### Спорт
Најбоље фудбалско удружење у Хихону (Real Sporting de Gijón) тренутно игра у другој шпанској лиги. Одбојкаши Хихона (Gijón Baloncesto) играју у професионалној лиги.

## Партнерски градови
- Албукерки
- Тиндуф
- Хавана
- Ниор
- Новоросијск
- Puerto Vallarta
- Smara
- Санта Текла